# آنوو (مارکوینگ)
آنوو (به فرانسوی: Anneux) یک کمون در فرانسه است که در canton of Marcoing واقع شده‌است. آنوو ۵٫۴۴ کیلومتر مربع مساحت دارد.